# Cavalier County
Das Cavalier County ist ein County im Bundesstaat North Dakota der Vereinigten Staaten. Der Verwaltungssitz (County Seat) ist Langdon.

## Geographie
Das County liegt im Nordosten von North Dakota, grenzt im Norden an Kanada und hat eine Fläche von 3911 Quadratkilometern, wovon 56 Quadratkilometer Wasserfläche sind. Es grenzt in den Vereinigten Staaten im Uhrzeigersinn an folgende Countys: Pembina County, Walsh County, Ramsey County und Towner County.

## Geschichte
Das Cavalier County wurde am 4. Januar 1873 gebildet und die Organisation am 8. Juli 1884 abgeschlossen. Benannt wurde es nach Charles Cavalier, einem des ersten aus Europa eingewanderten Siedler in diesem Gebiet.

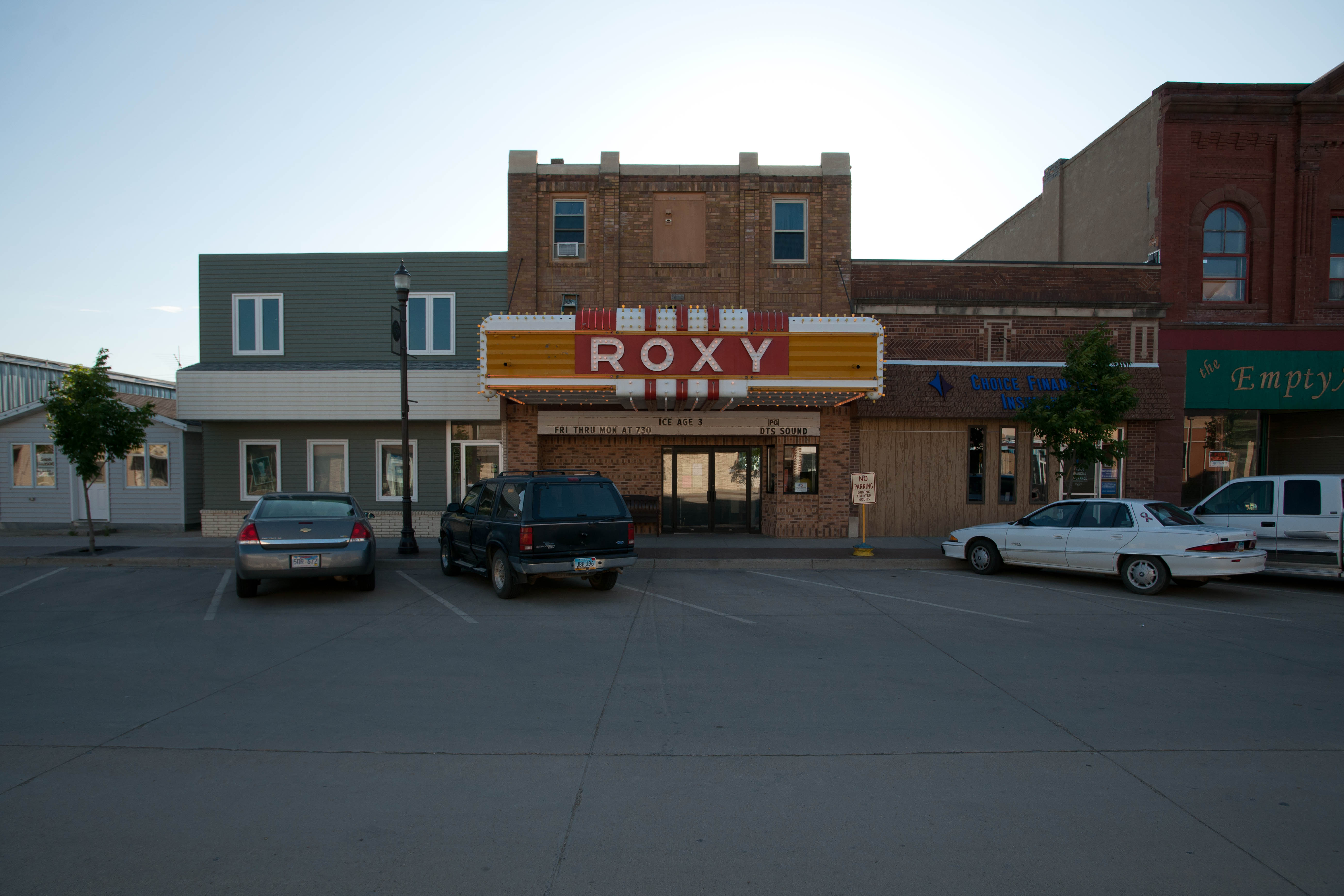
Das Roxy Theatre (North Dakota) (2009) ist einer von zwei Einträgen des Countys im National Register of Historic Places.

Zwei Orte im County sind im National Register of Historic Places eingetragen (Stand 21. März 2018).

## Demografische Daten
Nach der Volkszählung im Jahr 2000 lebten im Cavalier County 4.831 Menschen in 2.017 Haushalten und 1.361 Familien. Die Bevölkerungsdichte betrug 1 Einwohner pro Quadratkilometer. Ethnisch betrachtet setzte sich die Bevölkerung zusammen aus 98,10 Prozent Weißen, 0,14 Prozent Afroamerikanern, 0,52 Prozent amerikanischen Ureinwohnern, 0,10 Prozent Asiaten und 0,10 Prozent aus anderen ethnischen Gruppen; 1,03 Prozent stammten von zwei oder mehr Ethnien ab. 0,64 Prozent der Bevölkerung waren spanischer oder lateinamerikanischer Abstammung.

Alterspyramide des Cavalier County

Von den 2.017 Haushalten hatten 27,5 Prozent Kinder und Jugendliche unter 18 Jahre, die bei ihnen lebten. 60,8 Prozent waren verheiratete, zusammenlebende Paare, 3,8 Prozent waren allein erziehende Mütter, 32,5 Prozent waren keine Familien, 30,8 Prozent waren Singlehaushalte und in 17,0 Prozent lebten Menschen im Alter von 65 Jahren oder darüber. Die Durchschnittshaushaltsgröße betrug 2,34 und die durchschnittliche Familiengröße lag bei 2,93 Personen.
Auf das gesamte County bezogen setzte sich die Bevölkerung zusammen aus 24,6 Prozent Einwohnern unter 18 Jahren, 3,7 Prozent zwischen 18 und 24 Jahren, 21,3 Prozent zwischen 25 und 44 Jahren, 27,5 Prozent zwischen 45 und 64 Jahren und 22,9 Prozent waren 65 Jahre alt oder darüber. Das Durchschnittsalter betrug 45 Jahre. Auf 100 weibliche Personen kamen 98,9 männliche Personen. Auf 100 Frauen im Alter von 18 Jahren oder darüber kamen statistisch 97,6 Männer.
Das jährliche Durchschnittseinkommen eines Haushalts betrug 31.868 USD, das Durchschnittseinkommen der Familien betrug 39.601 USD. Männer hatten ein Durchschnittseinkommen von 28.886 USD, Frauen 19.647 USD. Das Prokopfeinkommen betrug 15.817 USD. 7,8 Prozent der Familien und 11,5 Prozent Familien lebten unterhalb der Armutsgrenze. Davon waren 16,6 Prozent Kinder oder Jugendliche unter 18 Jahre und 11,9 Prozent waren Menschen über 65 Jahre.